# 臺灣編查流寓
臺灣編查流寓，是清代吏部所纂修之行政法彙編——《欽定六部處分則例》一書的「卷二十　戶口」中之小標題名稱。其經常因為出版於1928年的伊能嘉矩在《臺灣文化志》一書中的說法，而被後世若干學者誤認為是一個由清政府所實際公布之目標是限制人民渡臺的法規名稱，並且誤稱為「臺灣編查流寓六部處分則例」，或「臺灣編查流寓則例」，或「臺灣編查流寓例」，或「編查流寓六部處分則例」。

## 內容
現存的《欽定六部處分則例》的常見版本，是於光緒十三年由吏部所纂修之《欽定重修六部處分則例》（鉛印本）。於光緒十八年時，該書由上海圖書集成印書局排印。《欽定重修六部處分則例》的纂修者，將臺灣的地方官吏在面對若干遷居於臺灣的漢人時，他們所應該遵守之職務行為的三種規定，編在題為「臺灣編查流寓」的章節中。其全文如下：
臺灣編查流寓
一臺灣流寓之民，凡無妻室、產業者，應逐令過水，交原籍管束。其有妻室、產業，情願在臺居住者，該府、縣即移知原籍，申報臺灣道稽察，仍報明督、撫存案。如居住後，遇有過犯，罪止杖笞以下者，照常發落，免其驅逐。若犯該徒罪以上，不論有無妻室、產業，概行押回原籍治罪，不許再行越渡。儻州、縣官不即遞送，失留一、二人者，罰俸九個月；三名以上，罰俸一年；五名以上，降一級留任；十名以上，降一級調用（俱公罪）。若任令姦宄流寓叢集滋事者，題參革職（私罪）。
一商船到臺，地方官照內地，設立十家牌，填註該商人姓名、籍貫、人口確數，作何生理，並每月取具「並無招攬游民」結狀，申報上司查覈。如有招攬事發，商人等照例治罪，地方官降一級調用（公罪）。
一臺灣漢民不得擅娶番婦，違者土官、通事各杖九十，地方官降一級調用（公罪）。
在道光八年由吏部所頒行之《欽定新纂六部處分則例》中，亦有相同的文句內容。而美國密西根大學哈徹研究生圖書館（Hatcher Graduate Library）已將其所庋藏之該版本，予以數位化。此數位化後的版本，已是透過HathiTrust數字圖書館在網際網路上公開。

## 在《臺灣文化志》中的內容
在出版於1928年的《臺灣文化志》中卷第十一篇的「第二章　臺灣渡航之弛張」中，伊能嘉矩寫道：
康熙二十二年清朝靖臺當初，廷議以為其地孤懸海外，易於藪賊，須棄諸版圖之外，至前代以來既住之漢民應悉遷徙於內地，專留澎湖之民。時福建水師提督施琅特為反對，上疏切陳棄留臺灣之利弊，事得中止。而此消極廷議之影響，仍然持續為治臺之方針，對既住之民施以嚴厲之監視，同時禁止有妨礙治安之虞、獨身無業之遊民滯留，為使其還原籍，命強制渡海（即逐回過水），且對於新欲渡來者加以一定之限制，發布臺灣編查流寓之例（《六部處分則例》）曰：
臺灣流寓之民，凡無妻室、無產業者，應逐回過水，交原籍管束。其有妻室、產業，情願在臺居住者，該府、縣即移知原籍，申報臺廈兵備道稽察，仍報明督、撫存案。若居住後遇有犯過，罪止杖笞以下者，照常發落，免其驅逐，若犯該徒罪以上者，不論有無妻室、產業，概押回原籍治罪，不許再行越渡。（失察之官司亦依輕重罰俸、降級有差。其使奸宄而流寓叢集滋事者，處以革職。）
隨後，伊能氏又表示有「同時附帶之」關於人民渡臺之三項限制。其內容如下：
一、欲渡航赴臺灣者，先給原籍地方之照單，經分巡臺廈兵備道之稽查，依臺灣海防同知之審驗許之，潛渡者處以嚴罰。
二、渡航臺灣者，不准攜伴家眷，既渡航者不得招致之。
三、粵地（廣東）屢為海盜淵藪，以其積習未脫，禁其民之渡臺。

## 引用情況
肇因於伊能嘉矩在《臺灣文化志》中的說法，所以後世若干學者經常誤解於康熙二十二年時，清政府便已發布名為「臺灣編查流寓六部處分則例」的法規，來限制人民渡臺。他們亦認為，所謂之「臺灣編查流寓六部處分則例」，乃包含有三項限制（如第三項的禁止粵地人民渡臺）。例如，學者黃昭堂在《臺灣民主國之研究》中稱：「清朝佔有臺灣隨後所頒佈的所謂『臺灣編查流寓』的條令，訂有『居住臺灣而無財產、職業者則將強制遣返大陸』之類的嚴厲規定。」隨後，他並且引用伊能氏所寫之三項「渡臺的限制」來加以說明。
學者黃秀政、張勝彥、吳文星，在他們的共同著作——《臺灣史》中稱：「1683年，清廷雖已平臺，但對鄭氏政權遺民，心存戒心，乃頒布『臺灣編查流寓六部處分則例』，除了編查臺灣原有的『流寓之民』外，嚴格限制移民資格，不准移民攜眷，且規定來臺居住者不得返鄉招來家眷，就是消極治臺的具體例證。」在學者吳密察所監修之《臺灣史小事典》中，亦有題為「編查流寓六部處分則例」的辭條。該書編著者稱：
康熙二十二年（1683）臺灣納入清朝版圖時，島上已經有很多漢人聚居。這些漢人被官府視為「流寓之民」，如果不嚴加管理，極有可能再度成為反清者聚集的大本營，因此清廷便頒佈了「臺灣編查流寓六部處分則例」。根據這個規定，臺灣的「流寓之民」，如果沒有妻室和產業的，必須遣送回大陸原籍地，不能繼續留在臺灣。若是有妻室產業的人，自願留在臺灣，則必須向官府註冊登記。至於罪犯則不論有無妻室，都必須押送回籍治罪。
更有甚者，若干學者並且認為，該三項限制，即是所謂之「渡臺禁令」的內容。例如，史明在《臺灣人四百年史》中稱：
就是在1683（康熙22）年，清軍一佔領臺灣，即時公佈〈臺灣編查流寓則例〉（參閱《六部處分則例》卷20），其內容含有如下的嚴格規定臺灣居民及漢人渡臺的禁令：
(1)內地商民來臺貿易者，須由臺廈兵備道查明，並發給路照，出入船隻須嚴格檢查，偷渡者嚴辦，偷渡之船戶及失察之地方官，亦照法查辦。
(2)渡臺者不得攜帶家眷，已在臺者不得搬眷來臺。
(3)潮州惠州之地，為海盜淵藪，積習未脫，其民禁止來臺。
王育德亦在《臺灣—苦悶的歷史》中稱：
但清朝對移民的壞印象無法消除，移民全部被視為危險分子，如何嚴加管理成為治臺的根本方針。清朝立刻公佈「臺灣編查流寓例」，對「流寓者」加以種種的限制。單身沒有職業的稱為「逐回過水」，強制遣返大陸的原籍地，對於今後想前往臺灣的，設「三禁」嚴加限制。
(1)欲渡航臺灣者，先給原籍地方照單，經分巡臺廈兵備道稽查，依臺灣海防同知審驗批准。潛渡者嚴處。
(2)渡臺者不准擕帶家眷。業經渡臺者，亦不得招致。
(3)粵地屢為海盜淵藪，以積習未脫，禁其民渡臺。
李筱峰則是在《臺灣史100件大事》中稱：
由於清廷唯恐臺灣成為「奸宄逋逃之淵藪」，所以不想拓土聚民，因此，清廷初領臺灣，即公佈〈臺灣編查流寓例〉，把他們的人民移入臺灣視為「流寓」。這令人不禁懷疑，清朝政府到底有沒有把臺灣看做是正規的領土？在〈臺灣編查流寓例〉中，對移民臺灣定有三大禁令：一、嚴禁無照渡臺。想渡航臺灣的人，必先在原籍地申請渡航許可證，並經「分巡臺廈兵備道」及「臺灣海防同知」的審驗核可，才可渡臺；二、渡臺者一律不准攜家帶眷，既渡臺者，也不准招致家眷；三、不准廣東人來臺，因為清廷認為「粵地屢為海盜淵藪」。
他在2013年所出版之著作中仍稱：「清廷初領臺灣，即公布〈臺灣編查流寓例〉，將其人民移入臺灣視為『流寓』，而多所規範。」後世學者，引用出自於《臺灣文化志》中說法的情況，不一而足。

## 討論
2019年，學者許雪姬在根據學者施志汶的研究基礎上指出：「『渡臺禁令』的說法沿自伊能嘉矩，他說出自《六部處分則例》臺灣編查流寓；至於禁惠、潮之民來臺之說，則出自連雅堂的《臺灣通史》，事實上《六部處分則例》找不到任何相關記載，當然也沒有《臺灣通史》禁惠、潮之民來臺的相關出處。」

## 參閱
- 渡臺禁令